# Leo Kinnunen
Leo Kinnunen (5. srpna 1943 Tampere – 26. července 2017) byl finský automobilový závodník a první pilot Formule 1 z této země. V seriálu nikdy nebodoval, odjel pouze jediný závod, pětkrát se nekvalifikoval.